# بوغار
بوجار ، بهوجار ، أو بوغاناثار كان من التاميل شيفيت سيدهار . كان تلميذاً لكالانجى ناثار .  ولد في فايجافور بالقرب من بالاني هيلز . تلقى تعليمه من والدته وجده الموصوفين في العديد من التقاليد والنصوص.  يصف بوجار نفسه جذوره الأصلية في كتابه "بوجار 7000". ذهب بوجار من تاميل نادو إلى الصين ودرّس التنوير، وهذا مذكور أيضًا في كتابه بوجار 7000. يقال إن بوجار موجود في " نيرفيكالبا سامادهي " أسفل حرم معبد تل بالاني موروجان. تم اعتماد طريق البحر تامرابارنيان من قبل بوغار في رحلاته من جنوب الهند إلى الصين عبر سريلانكا ( تامرابارني القديمة). 

## إرث
كان بوجار تلميذًا لتعاليم أغاستيا ، وقام بتدريس التأمل والكيمياء والتصميمات اليانترا وكريا يوغا في ضريح كاتاراجاما موروجان ، ونقش تصميمًا هندسيًا يانترا محفورًا على لوحة معدنية وقام بتثبيته في قدس الأقداس في مجمع معبد كاتاراجاما.   يعد بوجار أحد أوائل الحجاج الذين عبروا نهر موروغان تيروباداي في سريلانكا . وفقًا للأساطير والكتب المقدسة لمعبد بالاني، قام بوجار بصنع مورتي موروغان في معبد التل في بالاني عن طريق خلط تسعة أعشاب سامة ( نافاباشانام ) باستخدام إجراء فريد من نوعه. كما أنشأ معبد موروكاان في معبد بومباراي كولانثاي فيلابار كودايكانال تاميل نادو ، الهند.

### الأعمال الأدبية لبوجار
- بوجار 7000: نص تاميلي منسوب إلى بوجار، يغطي موضوعات مثل الكيمياء، والطب، والروحانية، واليوغا.
- بوجار جنانا سوترا 550: يناقش ممارسات روحية متقدمة وتقنيات التأمل.
- بوجار فايديا كافييام: أطروحة طبية حول طب السيدا والعمليات الكيميائية.

### تمثال نافاباشانام في بالاني
- الدليل الأكثر وضوحًا على عمل بوجار هو تمثال موروجان في معبد تلة بالاني، والذي يُعتقد أنه مصنوع من نافاباشانام (مزيج عشبي فريد من تسعة سموم ذات خصائص طبية).
- تُنسب سجلات وتقاليد المعبد التاريخية إلى بوجار في صناعة هذا التمثال.
- على الرغم من قرون من طقوس الأبيشيكام (الاغتسال الطقسي)، يُقال إن التمثال ظل سليماً، مما يزيد من الغموض المحيط بمعرفته في الكيمياء.

### ضريح بوجار في بالاني
- يوجد سمادهي (المكان الأخير للراحة) يُنسب إلى بوجار داخل مجمع معبد بالاني، مما يدل على ارتباطه الوثيق بالموقع.
- لا يزال المصلون يعبدونه هناك، معتقدين أنه حقق الخلود من خلال ممارسات السيدا.

### معبد موروجان في كاتاراغاما (سريلانكا)
- يُقال إن بوجار نقش تصميماً يانترياً على صفيحة معدنية، وتم وضعها في الضريح المقدس لهذا المعبد القديم لموروجان.
- تعترف تقاليد المعبد المحلية بإسهاماته.

### تقليد السيدا والتاريخ الشفوي
- يُقدَّر بوجار في تقليد السيدا التاميلي، ويظهر اسمه في العديد من النصوص التاميلية التقليدية التي توثق حكمة الثمانية عشر سيدا.
- يدّعي العديد من ممارسي طب السيدا أنهم يتبعون تعاليمه وأساليبه.

هناك تمثال قائم للسيد موروغان في نافاباشانام. ويقال إن الحليب الذي سُكب على هذا التمثال اختلط ببعض الأعشاب، مما أثبت فعاليته في علاج الأمراض خلال ذلك الوقت  
وفقًا لوثائق طب سيدهار ، كان بوجار هو مكتشف إكسير الخلود . يُعد كتاب علم العقاقير أشهر مؤلفاته. أعماله الأخرى تتعلق باليوغا والرماية، وقائمة مصطلحات الطب. 

## أعمال بارزة
- بوجار سابثا كاندام 7000 [1]
- بوغار جاناناساجارام 550
- بوجار نجاندو 1200
- بوجار نجاندو كاروكيداي
- بوجار نجاندو كاييدو
- بوغار فايثيا كافيام 1000
- بوغار 700
- بوجار بانشاباتشي ساثيرام
- بوجار كاربام 300
- بوغار فارما سوثيرام 100
- بوغار مالاي فاجادام
- بوغار 12000
- بوغار نجاندو 1700
- بوجار فايثيام 1000
- بوغار ساراكو فايبو 800
- بوجار أوبديسام 150
- بوغار رانا فاجادام 100
- بوغار جناناسارامسام 100
- بوغار كاربا سوثيرام 54
- بوغار فايثيا سوثيرام 77
- بوغار موبو سوثيرام 51
- بوغار جنانا سوثيرام 37
- بوغار أتانجا يوغام 24
- بوجار بوجافيثي 20 [9]
- تاو تي تشينج (غالبًا ما يتم التعرف على القديس لاو تسي في الهند) [1]

## تلاميذ بارزون
- تلميذه الأول هو سري بوليباني سيدهار (بوليكايسار)، وهو أيضًا أحد 18 سيدهار
- ماهافاتار باباجي [10]
- كاروفورار